# Costa del Molar

La Costa del Molar, respecto del término municipal de Castellcir

La Costa del Molar es una cuesta de montaña del término municipal de Castellcir, en la comarca del Moyanés.
Se sitúa en el sector meridional del término de Castellcir, en el sudoeste de la masía de Can Sants. Es, de hecho, el contrafuerte nordeste del Grony del Vilardell. Está situada a la derecha de la Riera de Castellcir, a poniente del Molí del Mig y del Molí Nou, al nordeste de los Campos de Can Sants.
La Costa del Molar es el accidente orográfico que separa la masía de Can Sants de sus campos, ya mencionados.

## Etimología
Al tratarse de un nombre compuesto, es necesario analizar cada uno de sus componentes por separado. Costa (en castellano, cuesta) es una palabra románica procedente de la palabra latina con su misma forma y significado: vertiente de montaña. Por otro lado, Joan Coromines explica que Molar es una palabra románica procedente del latín mola (en castellano, muela) que también tiene la misma forma y significado que la palabra catalana de la cual deriva, con el sufijo-are, de valor colectivo; se refiere al lugar de donde procedían las muelas utilizadas en los molinos cercanos a la riera de Castellcir.